# Flammende Sterne

Logo des Festivals

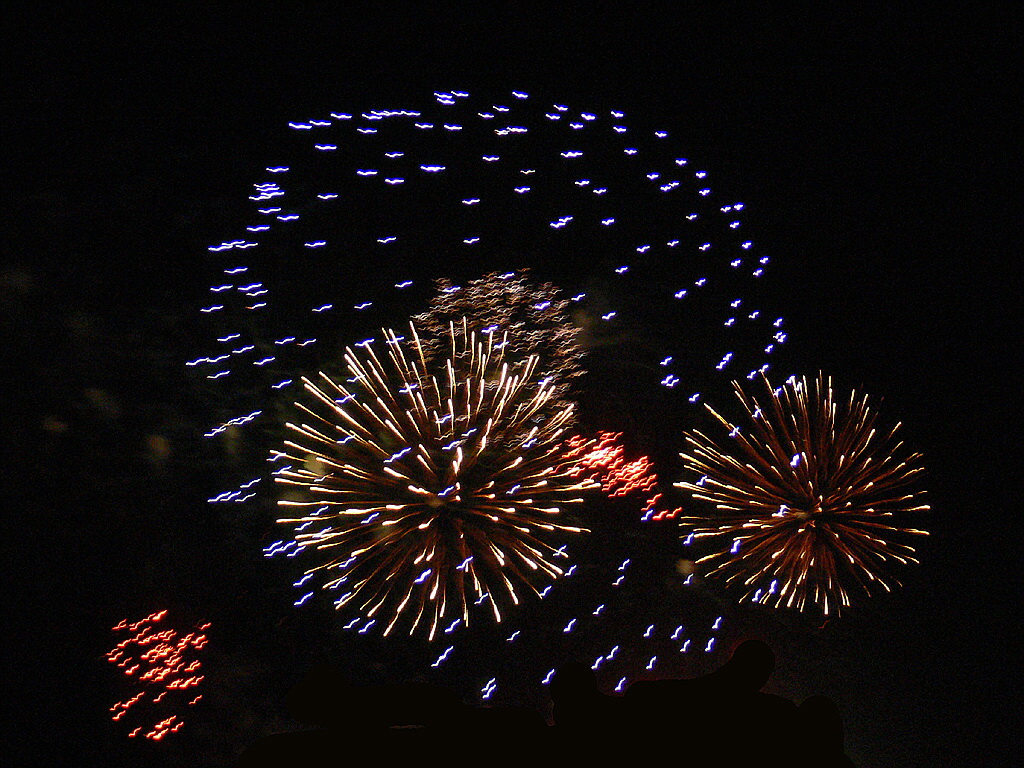
Flammende Sterne 2006 in Gera

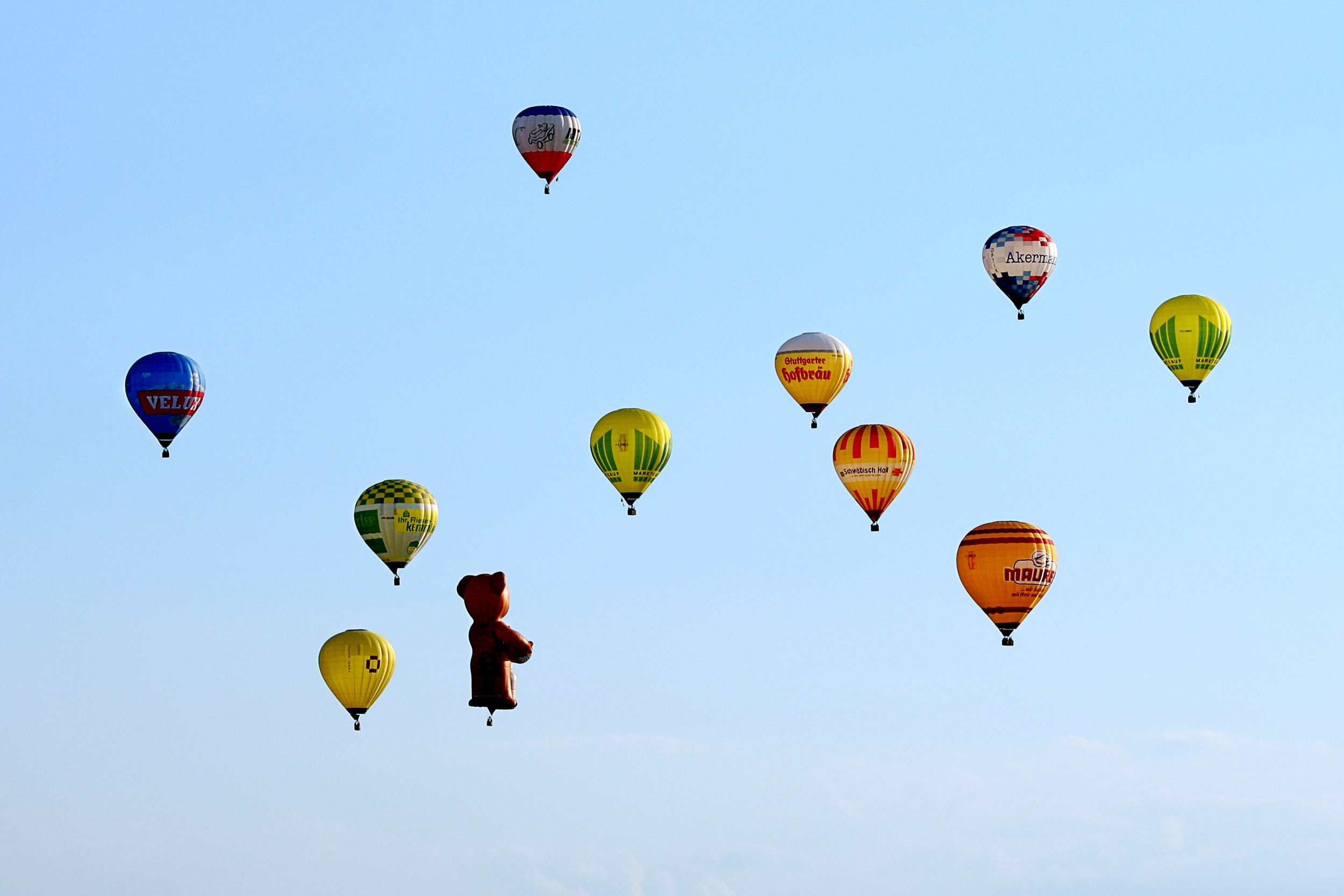
Rahmenprogramm 2007 Ballonstart

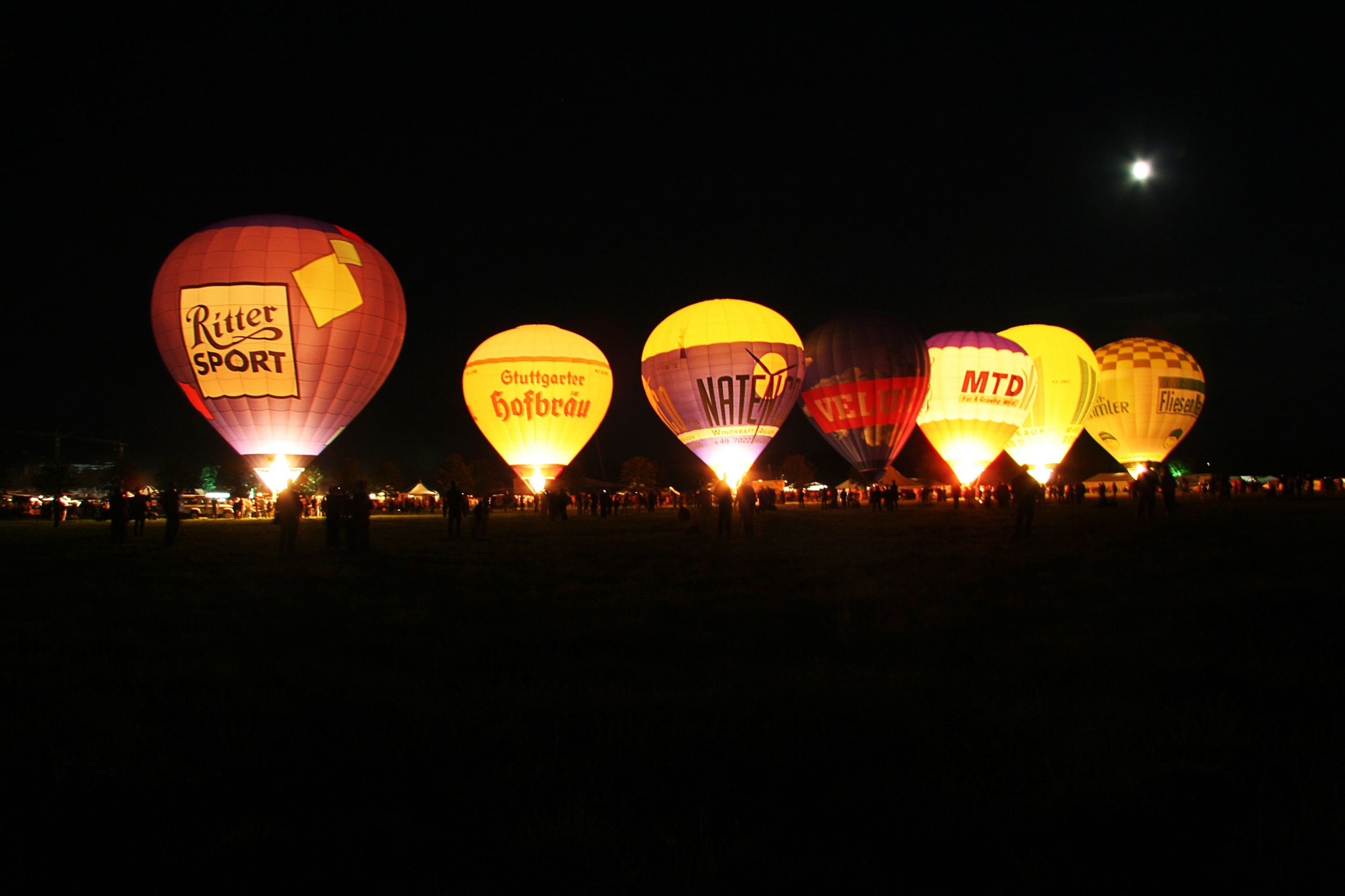
Rahmenprogramm 2007 Ballonglühen

Flammende Sterne ist ein Feuerwerksfestival, das seit 2003 in Ostfildern und zeitweise auch an mehreren Orten in Deutschland ausgetragen wird.
Ursprünglich fand dieses Feuerwerksfestival nur an einem Ort, im Stadtteil Scharnhauser Park in Ostfildern, mit mehreren Feuerwerken und Rahmenprogramm statt. Bereits im Jahr 2002 gab es in Ostfildern im Rahmen der Landesgartenschau Baden-Württemberg mehrere Feuerwerke. 2004 bis 2015 sowie 2018 und 2019 wurde dieser Wettbewerb auch zusätzlich an anderen Orten ausgetragen. Jeweils findet das Festival an zwei oder drei Tagen zwischen Freitag und Sonntag statt. Dabei treten Feuerwerker-Teams aus verschiedenen Ländern an und am Ende kürt eine Fachjury den Sieger. In den Anfangsjahren bestand die Jury aus Fachleuten, Vertretern der Sponsoren und Zuschauern. Je Wochenende besuchen wetterabhängig zwischen 25.000 und 70.000 Zuschauer die Flammenden Sterne. 2011 war das Veranstaltungsgelände im Ostfildern zum ersten Mal nach 2003 komplett mit 30.000 Besuchern gefüllt.
In Ostfildern steht nicht wie bei anderen Großfeuerwerken, etwa Rhein in Flammen oder beim Konstanzer Seenachtfest, eine reizvolle Umgebung zur Verfügung, sondern als Kulisse Wiesen. Das bietet auf der einen Seite künstlerische Gestaltungsmöglichkeiten. Es erfordert aber auch auf der anderen Seite hohes handwerkliches Können.

## Veranstaltungsorte
| Jahr | Ort                                                                        |
| ---- | -------------------------------------------------------------------------- |
| 2003 | Ostfildern                                                                 |
| 2004 | Ostfildern und Mannheim                                                    |
| 2005 | Ostfildern, Leipzig und Gera                                               |
| 2006 | Ostfildern und Gera                                                        |
| 2007 | Ostfildern und Gera                                                        |
| 2008 | Ostfildern und Gera                                                        |
| 2009 | Gera (26.–27.6.) und Ostfildern (21.–23.8.)                                |
| 2010 | Gera (4.–5.6.) und Ostfildern (20.–22.8.)                                  |
| 2011 | Ostfildern (19.–21.8.) und Gera (10.9.)                                    |
| 2012 | Ostfildern (17.–19.8.) und Gera (8.9.)                                     |
| 2013 | Ostfildern (16.–18.8.) und Gera (7.9.)                                     |
| 2014 | Ostfildern (15.–17.8.) und Gera (6.9.)                                     |
| 2015 | Ostfildern (21.–23.8.) und Gera (5.9.)                                     |
| 2016 | Ostfildern (19.–21.8.)                                                     |
| 2017 | Ostfildern (18.–20.8.)                                                     |
| 2018 | Ostfildern (24.–26.8.) und Heilbronn (21.–22.9.)                           |
| 2019 | Heilbronn (8.–9.6.), Ostfildern (16.–18.8.) und Weil am Rhein (30.8.–1.9.) |
| 2020 | geplant Ostfildern (14.–16.8.), wegen der COVID-19-Pandemie abgesagt       |
| 2021 | geplant Ostfildern (20.–22.8.), wegen der COVID-19-Pandemie abgesagt       |
| 2022 | Ostfildern (19.–21.8.)                                                     |
| 2023 | Ostfildern (25.–27.8.)                                                     |
| 2024 | Ostfildern (23.–25.8.)                                                     |
| 2025 | Ostfildern (22.–24.8.)                                                     |
| 2026 | In Planung Ostfildern (21.–23.8.)                                          |
| 2027 | In Planung Ostfildern (20.–22.8.)                                          |